# Æthelric Bernicijský
Æthelric, též Aethelric, čtvrtý známý král Bernicie, vládl v letech 568 až 572.
Æthelric byl jeden ze synů Idy Bernicijského, zakladatele království. Během jeho vlády se Bernicijští střetli s Britony ve třech důležitých bitvách, v první útočné, zbylé dvě byly obranné.
Byl otcem krále Æthelfritha, který se stal prvním panovníkem, který vládl jak v Bernicii, tak v Deiře, tedy ve dvou základních částech pozdější Northumbrie.